# Obergerichtshaus (Ellingen)

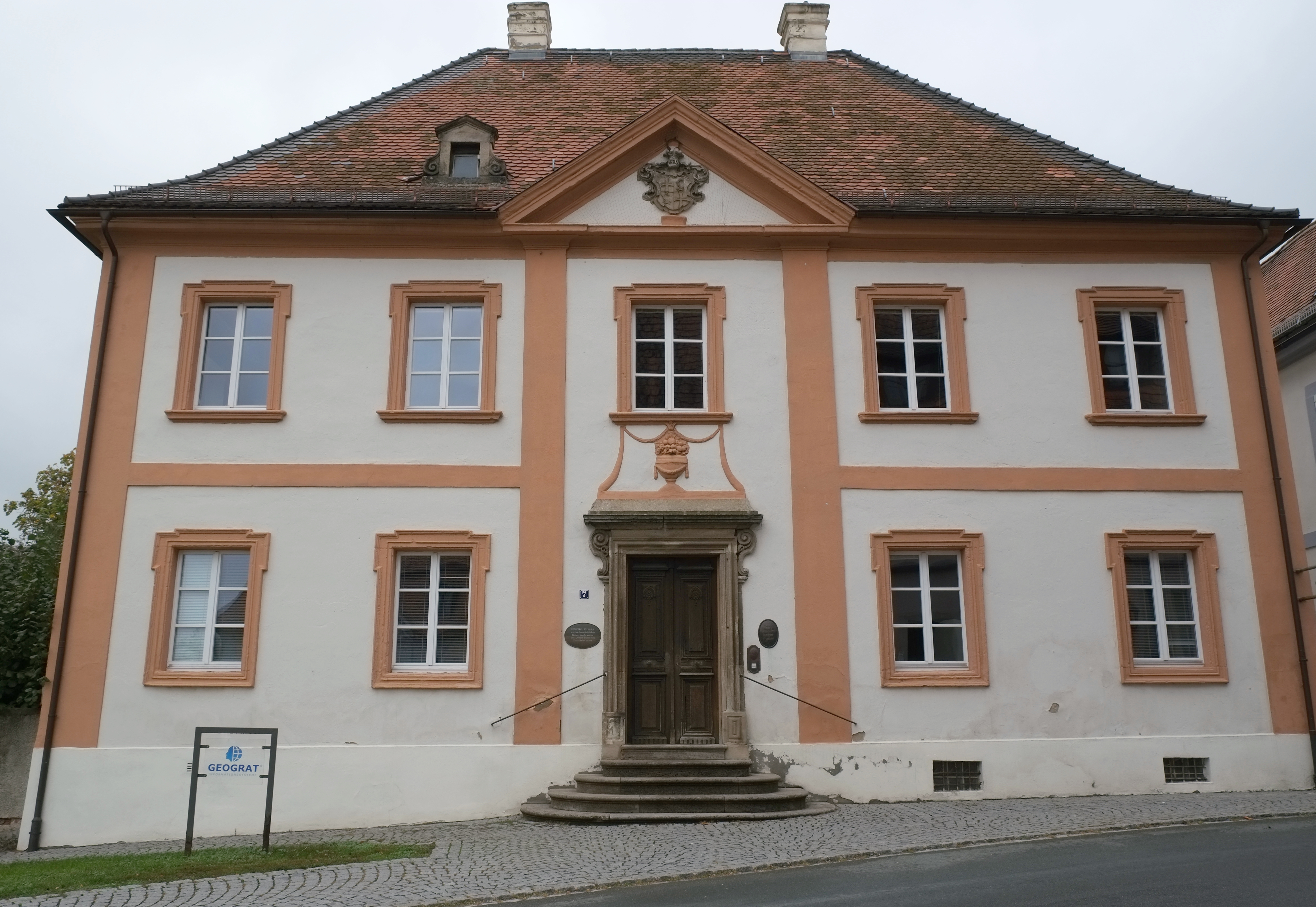
Ehemaliges Obergerichtshaus in Ellingen

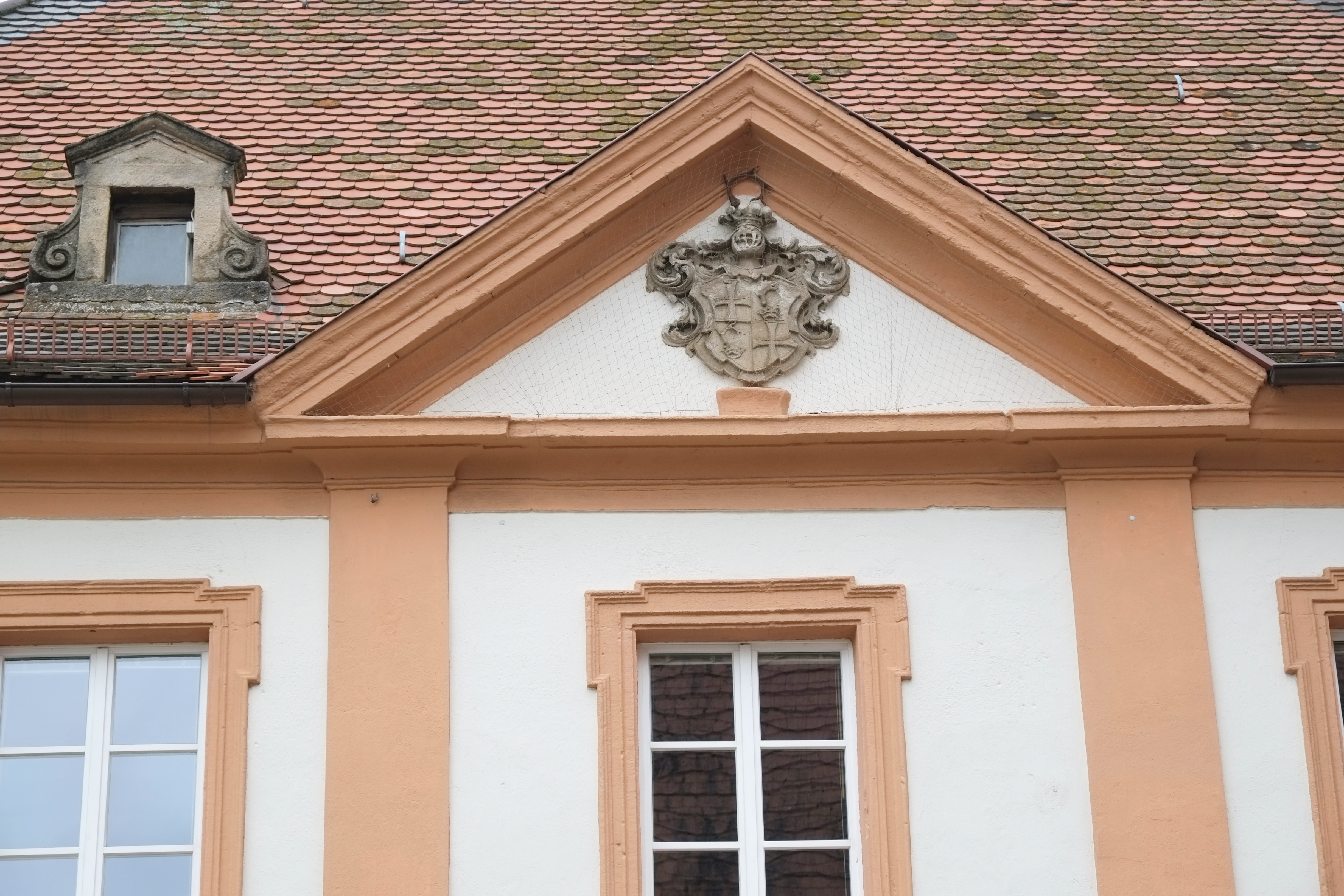
Das Wappen des Landkomturs Karl Heinrich von Hornstein im Dreiecksgiebel

Das ehemalige Obergerichtshaus in Ellingen, einer Gemeinde im mittelfränkischen Landkreis Weißenburg-Gunzenhausen in Bayern, ist ein geschütztes Baudenkmal und unter der Denkmalnummer D-5-77-125-29 in die Bayerische Denkmalliste eingetragen. Das barocke Wohnhaus steht unweit der Residenz Ellingen in der Schloßstraße 7 wurde um 1720 errichtet.
Der zweigeschossige Walmdachbau mit Dreiecksgiebel, Lisenen und Putzgliederung wurde wohl von Franz Keller errichtet. Es diente ursprünglich als Wohnung für die Obergerichtsverwalter und später für die Finanzräte des Deutschen Ordens. Der fünfachsige Bau besitzt Fenster und ein Portal mit profilierten Sandsteinumrahmungen. Im Dreiecksgiebel ist das Wappen des Landkomturs Karl Heinrich von Hornstein angebracht.
Westlich des Gebäudes schließt sich die südliche Begrenzungsmauer des Schlossparks mit einem von vier Sandsteinpfosten gerahmten Zugangstor an.